# ريكى شرودر
ريكى شرودر (بالإنجليزية: Ricky Schroder)‏ هو مخرج وممثل أمريكي، ولد في 13 أبريل 1970 في الولايات المتحدة.

## أعمال

### أفلام
- (2001) الكتيبة المفقودة

### مسلسلات
- 24
- إن واي بي دي بلو
- سكرابز

## وصلات خارجية
- ريكى شرودر على موقع IMDb (الإنجليزية)
- ريكى شرودر على موقع روتن توميتوز (الإنجليزية)
- ريكى شرودر على موقع ألو سيني (الفرنسية)
- ريكى شرودر على موقع أول موفي (الإنجليزية)
- ريكى شرودر على موقع قاعدة بيانات الأفلام السويدية (السويدية)
- ريكى شرودر على موقع إن إن دي بي (الإنجليزية)
- ريكى شرودر على موقع قاعدة بيانات الفيلم (الإنجليزية)
- ريكى شرودر على موقع كينوبويسك (الروسية)